# Martin de Bervanger
Mgr Martin de Bervangerl (15 mai 1795 à Sarrelouis - 30 décembre 1864 à Saint-Denis) est un prêtre catholique français, fondateur et supérieur de l'Œuvre de Saint-Nicolas.

## Biographie
Prêtre, docteur en théologie, après quelque temps comme vicaire dans sa ville natale, Martin de Bervanger prend part à la fondation de l'Association royale de Saint-Joseph en 1822, dont il assure la direction, puis à celle de l'Œuvre de Saint-Henri. Ces deux institutions étaient destinées à donner aux travailleurs une instruction et une formation professionnelles gratuites.

### L'Œuvre de Saint-Nicolas

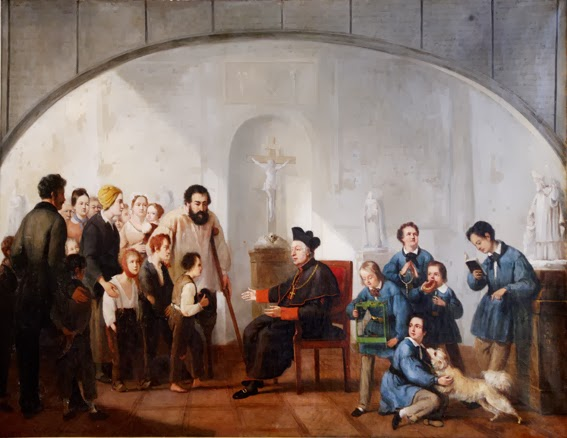
L'abbé Martin de Bervanger et ses élèves de l'Œuvre de Saint-Nicolas.

Pour atteindre plus efficacement cet objectif, il fonde l'Œuvre de Saint-Nicolas, en 1827, un internat où, outre la formation manuelle, les garçons pauvres pouvaient recevoir une éducation intellectuelle, religieuse et morale. L'établissement se développe rapidement et est alors transféré de ses quartiers pauvres du faubourg Saint-Marceau à un meilleur emplacement de la rue de Vaugirard. Il bénéficie dans son initiative de l'appui du comte Victor de Noailles.
Au moment de la révolution de juillet 1830, les deux premières institutions ont disparu, mais l'institution Saint-Nicolas est restée. Plusieurs difficultés se posent : des ressources insuffisantes, des instructeurs appropriés ne pouvant pas toujours être trouvés, des soupçons d'intrigues politiques entretenus par le gouvernement, ce qui a conduit à diverses enquêtes vexatoires. Bervanger parvient à les surmonter et l'institution devient de plus en plus prospère. Bientôt une succursale est créée à Issy. 
En 1859, Bervanger remet l'institution au cardinal Morlot, archevêque de Paris, qui en confie la direction aux Frères des Écoles chrétiennes. Elle a quatre établissements, dont La Salle Passy Buzenval.
Il est fait prélat romain par le pape Grégoire XVI.

## Publications
- La règle de l'oeuvre de Saint Nicolas (1853)